# Robert Kranjec
Robert Kranjec (n. 16 iulie 1981, Kranj, Iugoslavia) este un săritor cu schiurile ce a reprezentat Slovenia, medaliat olimpic. A participat la 4 ediții ale Jocurilor Olimpice (2002, 2006, 2010, 2014) în care a câștigat o medalie de bronz.